# Michel Vaillant
Pour les articles homonymes, voir Michel Vaillant (homonymie) et Vaillant.

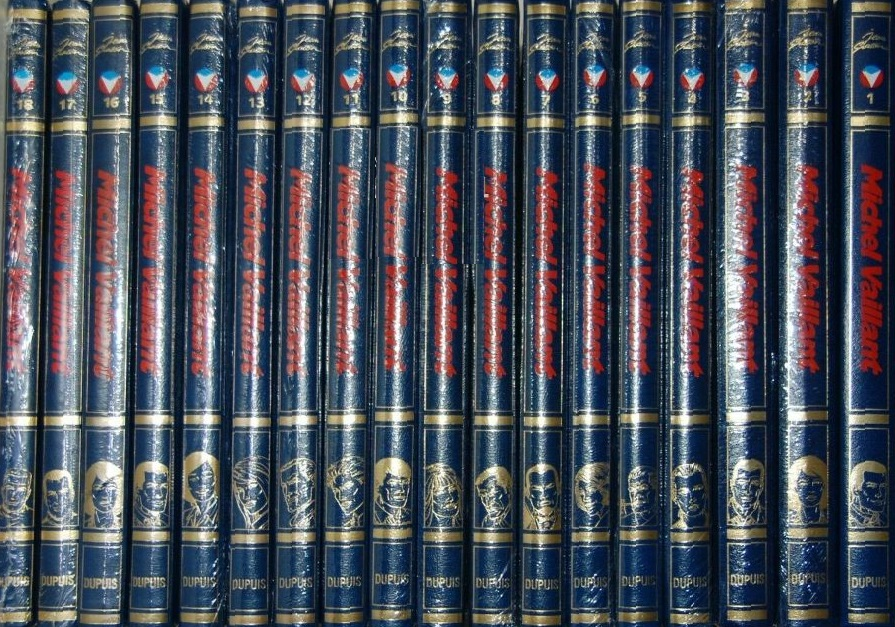
Michel Vaillant aux éditions Rombaldi.

Michel Vaillant est une série de bande dessinée créée par Jean Graton en 1957, sur le thème du sport automobile.

## Présentation

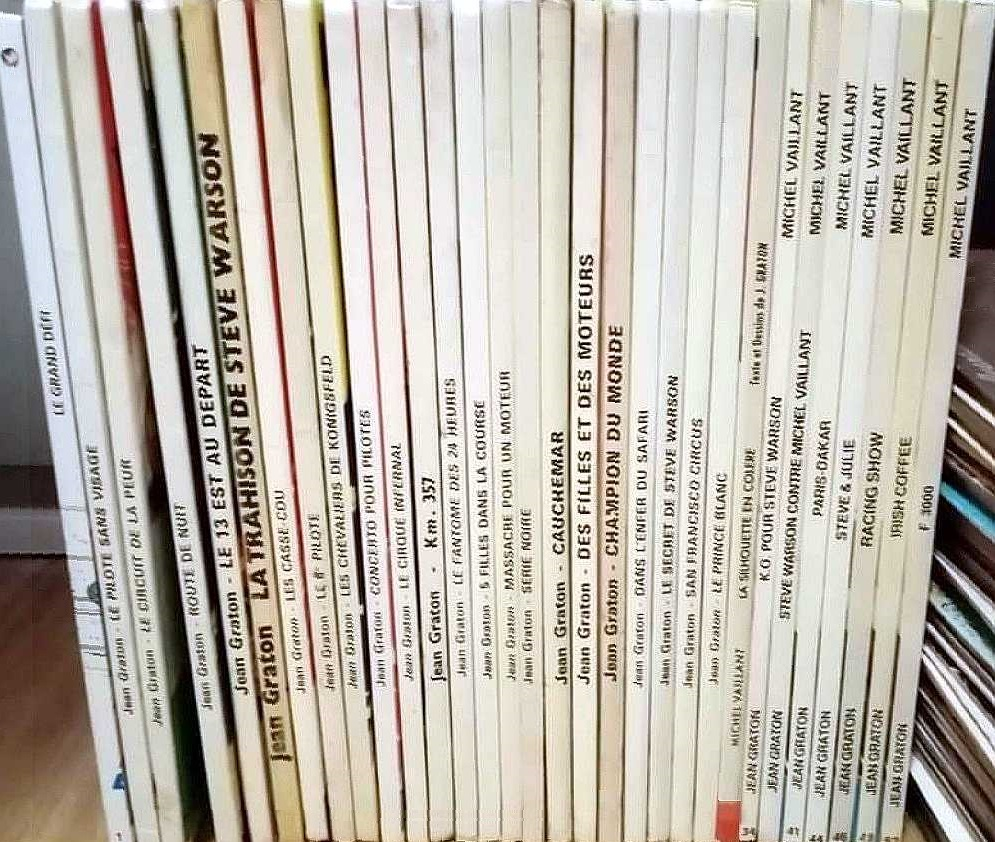
Série Michel Vaillant.

Michel Vaillant est un pilote automobile français, courant pour l'écurie de la marque créée par son père : Vaillante. Il est un des meilleurs pilotes du monde mais il doit toujours régler des problèmes intérieurs ou extérieurs à la course. Le nom rend hommage à Carl Benz, l'inventeur de l'automobile, né sous le nom Karl Friedrich Michael Vaillant.

## Historique
Le personnage de Michel Vaillant, créé par Jean Graton, fait son apparition en 1957 dans Tintin, dans une histoire courte en quatre planches intitulée La 24e Heure. Suivront quatre autres histoires du même format consacrées à Michel Vaillant, qui testent l’accueil du public. Celui-ci est enthousiaste : les jeunes lecteurs de Tintin adoptent le héros de Jean Graton et le feu vert est donné pour la réalisation de la première aventure à suivre de Michel Vaillant. C'est le grand départ, la série sera publiée dans Tintin jusqu'en 1976.
Le premier album, intitulé Le Grand Défi, paraît en 1959. L'auteur est bientôt assisté d'une équipe regroupée sous le nom de « Studio Graton », tandis que son troisième fils, Philippe Graton, devient en 1994 le scénariste de la série.
Tout au long des décennies suivantes et des soixante-dix tomes de sa saga automobile, Jean Graton va créer un univers riche et cohérent. Il imagine toute une galerie de personnages : le clan Vaillant, le pilote américain Steve Warson, l'adversaire no 1 des Vaillant, le Leader, et sa fille Ruth, les « méchants » Bob Cramer et Hawkins... et emmène ses lecteurs sur les circuits d'Europe et d'Amérique : Le Mans, Indianapolis, Monaco… Des circuits représentés avec d’autant plus de réalisme et de minutie que le dessinateur prend l'habitude de s’y rendre en personne. Jean Graton devient même l’ami de nombreuses personnalités du sport automobile, tel Jacky Ickx, qu'il fera figurer régulièrement dans ses albums. Certains, tels Alain Prost, avoueront devoir leur vocation à la lecture de Michel Vaillant.
En 2007 sort le 70e album de Michel Vaillant : ce sera le dernier de la saison 1 de la série. En effet, Philippe Graton met fin au Studio Graton et décide, pour relancer la série, de choisir des auteurs à part entière. Pour développer ses nouvelles idées, il fait appel au scénariste belge Denis Lapière, puis il a l'idée d'associer deux dessinateurs français : Marc Bourgne (chargé des story-boards et des personnages) et Benjamin Benéteau (dessinateur des décors, concepteur des voitures et des scènes de course). Au nom du fils, tome 1 de la seconde saison de Michel Vaillant, sort en novembre 2012.
Entre-temps, depuis le 1er janvier 2010, Michel Vaillant est édité chez Dupuis dans le cadre d'un contrat de partenariat entre Graton Éditeur et les Éditions Dupuis.

## Albums

### Série principale
1. Le Grand Défi (1959)
2. Le Pilote sans visage (1960)
3. Le Circuit de la peur (1961)
4. Route de nuit (1962)
5. Le 13 est au départ (1962)

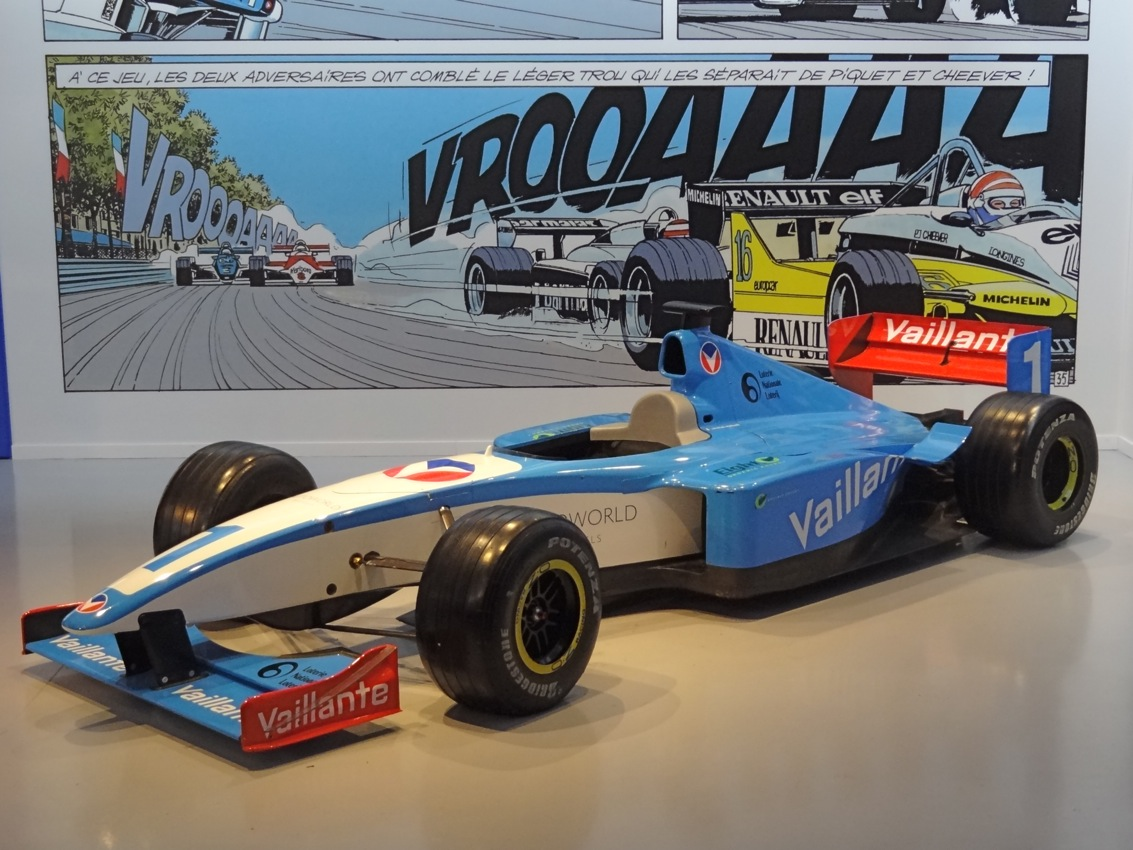
Vaillante Formule 1, voiture issue des albums de Michel Vaillant.

6. La Trahison de Steve Warson (1964)
7. Les Casse-cou (1964)
8. Le 8e Pilote (1965)
9. Le Retour de Steve Warson (1965)
10. L'Honneur du samouraï (1966)
11. Suspense à Indianapolis (1966)
12. Les Chevaliers de Königsfeld (1967)
13. Concerto pour pilotes (1968)
14. Mach 1 pour Steve Warson (1968)
15. Le Cirque infernal (1969)
16. Km. 357 (1969)
17. Le Fantôme des 24 heures (1970)
18. De l'huile sur la piste ! (1970)
19. 5 filles dans la course ! (1971)
20. Rodéo sur 2 roues (1971)
21. Massacre pour un moteur ! (1972)
22. Rush (1972)
23. Série noire (1973)
24. Cauchemar (1973)
25. Des filles et des moteurs (1974)
26. Champion du monde (1974)
27. Dans l'enfer du safari (1975)
28. Le Secret de Steve Warson (1975)
29. San Francisco Circus (1976)
30. Le Prince blanc (1977)
31. Les Jeunes Loups (1978)
32. La Révolte des rois (1978)
33. La Silhouette en colère (1979)
34. K.O. pour Steve Warson (1979)
35. Le Galérien (1980)
36. Un pilote a disparu (1980)
37. L'Inconnu des 1000 pistes (1980)
38. Steve Warson contre Michel Vaillant (1981)
39. Rallye sur un volcan (1981)
40. Rififi en F1 (1982)
41. Paris-Dakar (1982)
42. 300 à l'heure dans Paris (1983)
43. Rendez-vous à Macao (1983)
44. Steve et Julie (1984)
45. L’Homme de Lisbonne (1984)
46. Racing show (1985)
47. Panique à Monaco (1986)
48. Irish coffee (1986)
49. Catégorie poids lourds (1987)
50. Le Défi des remparts (1988)
51. Le Caïd de Francorchamps (1989)
52. F3000 (1989)
53. La Nuit de Carnac (1990)
54. L'Affaire Bugatti (1991)
55. Une histoire de fous (1992)
56. Le Maître du monde (1993)
57. La Piste de jade (1994)
58. Paddock (1995)
59. La Prisonnière (1997)
60. Victoires oubliées (1997)
61. La Fièvre de Bercy (1998)
62. Le $pon$or (1999)
63. Cairo ! (2000)
64. Opération Mirage (2001)
65. L’Épreuve (2003)
66. 100.000.000 $ pour Steve Warson (2004)
67. Pour David (2005), adaptation du film en bande dessinée

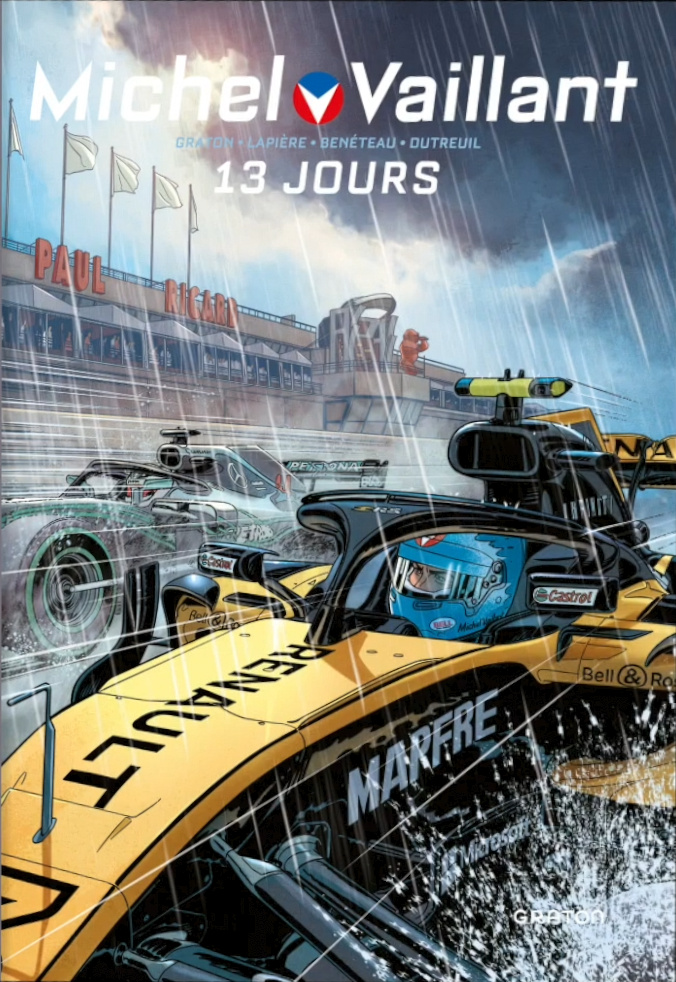
Couverture de l'album 13 jours de la nouvelle saison.

68. China Moon (2006)
69. Hors-piste en enfer (2006)
70. 24 heures sous influence (2007)

### Nouvelle saison
La nouvelle saison est un reboot qui ancre les personnages à l'époque moderne, en les vieillissant par rapport à la série principale.
Scénario de Philippe Graton et Denis Lapière, dessin de Marc Bourgne, dessin des décors et des voitures par Benjamin Benéteau, Éd. Dupuis :
1. Au nom du fils, 2012[4],[5]
2. Voltage, 2013[6]
3. Liaison dangereuse, 2014
4. Collapsus, 2015
5. Renaissance, 2016[7]
6. Rébellion, 2017 [8]
7. Macao, 2018
8. 13 Jours, 2019
9. Duels, 2021
10. Pikes Peak, 2021
11. Cannonball, 2022
12. La cible, 2023
13. Rédemption, 2024
14. Remparts, disponible Septembre 2025

### Hors-série
- Spécial 20e anniversaire (1976)[9], contenant sept histoires courtes (dont cinq complètes, parues en 1957, des débuts de Michel Vaillant) complétées par une rétrospective des voitures "Vaillante".

1. Bon sang ne peut mentir*
2. Le Marathon de la route
3. La Clé de 12*
4. Bagarre sur la Nationale 7*
5. La 24e Heure*
6. Sa plus belle victoire*
7. Un certain Grand Prix…

* Bien que cet album (Spécial 20e anniversaire) soit épuisé depuis 1996, ces 5 titres sont repris dans le Volume 1 des "Histoires courtes" paru en 2021.

## Séries dérivées
Jean Graton a également créé plusieurs séries dérivées de bandes dessinées ainsi que plusieurs albums promotionnels ou spéciaux.

### Dossiers Michel Vaillant
Les Dossiers Michel Vaillant sont des albums biographiques de personnes célèbres du monde de l'automobile regroupant BD, reportages, galeries... 14 tomes sont parus à ce jour.

### Palmarès inédit
Cette série comporte toutes les histoires écrites par Jean Graton (qu'elles se rapportent à l'automobile ou non) pour les journaux ou des magazines, on y trouve des histoires inédites de Michel Vaillant ainsi que la série La Famille Labourdet et Les Histoires de l'Oncle Paul.
Albums de Palmarès inédit : 
1. Michel Vaillant : Retour à Königsfeld, 2000
2. Les Labourdet tome 1 : Ni toi... Ni lui!, 2001
3. Ça, c'est du sport, 2002
4. Les Labourdet tome 2 : La Rivale, 2002
5. Michel Vaillant : Dossier V2001, 2003 (publié initialement dans Michel Vaillant Pocket no 3, 1983)
6. L'Inconnu du Tour de France, 2003
7. Les Labourdet tome 3 : La vérité vient du désert, 2003
8. Les Labourdet tome 4 : La Croisière du serpent, 2004
9. L'Oncle Paul No. 1 : 12 Histoires vraies d'exploits et de découvertes, 2004
10. Les Labourdet tome 5 : Le Faux Pas, 2005
11. L'Oncle Paul No. 2 : 13 Histoires vraies héroïques et fantastiques, 2005
12. L'Oncle Paul No. 3 : 12 Histoires vraies d'exploits en temps de Guerre, 2006
13. Les Labourdet tome 6 : Jeux dangereux, 2006
14. Les Labourdet tome 7 : Le Voisin de palier, 2007
15. Les Labourdet tome 8 : Le Voyage de Pépé, 2007
16. Les Labourdet tome 9 : Suspense à Noirmoutier, 2008

### Histoires Courtes
Ces volumes contiennent des histoires courtes publiées par Jean Graton en dehors de la série classique. Celles-ci ont, en partie, été publiées dans le Journal de Tintin, dans Tintin Sélection, dans Super Tintin, ou en albums dans "Spécial 20e anniversaire" (hors série) et dans "Histoires oubliées" (No. 60).
1. Origines (2021)
2. Seventies (2022)
3. American Circus (2024)

### Julie Wood
La série Julie Wood raconte le parcours d'une jeune pilote motocycliste américaine. Cette série, très inspirée de Michel Vaillant, voit régulièrement son personnage principal tenir les seconds rôles dans Michel Vaillant.
Albums de Julie Wood :
- Tome 1 : Une fille nommée Julie Wood (1976)
- Tome 2 : Défends-toi Julie (1976)
- Tome 3 : 500 fous au départ... (1977)
- Tome 4 : Pas de cadeau pour Julie (1978)
- Tome 5 : Le motard maudit (1979)
- Tome 6 : Un ours, un singe... et un side-car (1979)
- Tome 7 : Ouragan sur Daytona (1980)
- Tome 8 : Bol d'or (1980)

### Albums spéciaux
Trois albums spéciaux ont été réalisés :
- Spécial Michel Vaillant (1970)
- Spécial Steve Warson (1972)
- Spécial Moto (1973)
- Astérix et ses amis : planche « Eternel Obélix », où Michel Vaillant, Albert Uderzo, Astérix et Obélix font une course automobile.

### Petits formats
Michel Vaillant a aussi été repris en petit format. D'abord chez Mon journal dans la revue Les Rois de l'exploit (numéros 69 à 74), puis dans sa propre revue Michel vaillant Pocket aux Éditions Presses Internationales (EPI) le temps de quatre numéros (1982-1983).
Petits formats inédits de Michel Vaillant :
- Le Héros du Paul Ricard (1972)
- Suspense au Paul Ricard (1973)
- Duel au Paul Ricard (1974)
- Photo Finish (1974)
- Défi au Paul Ricard (1976)
- Piège pour Steve Warson (1976)
- Pleins feux sur Michel Vaillant et Steve Warson (1976)
- Julie Wood au Paul Ricard (1980)
- Une Escort pour Michel Vaillant (1980)
- Les Grands événements Citroën (1981)
- Le Défi ATC (1983)
- La Rage de gagner (1989)
- Retour vers le futur (1989)
- Le Mystère du contact TS 750 (1993)
- Les Champions de Thalys (1997)
- Pré-grille (1997)
- Opération Armada (1998)
- Le Plein d'infos (2000)

### L'intégrale
Vingt albums Michel Vaillant, L'intégrale sont disponibles sur le marché. Ce sont des albums rassemblant trois à quatre albums normaux ainsi que divers dossiers, esquisses et notes de l'auteur.

### Albums publicitaires
Michel Vaillant a également été utilisé dans des albums publicitaires réalisés pour des constructeurs automobiles comme Renault ou Ford, des groupes pétroliers comme Elf ou Chevron... Les albums de la série ont également fait l'objet de rééditions spéciales pour distribution commerciale dans des stations services, des bureaux de poste ou de grands évènements de sport mécanique.

### Légendes
Les Légendes sont des albums se plaçant entre les albums de la série principale, à l'époque de courses célèbres.
1. Dans l'enfer d'Indianapolis (2022) (se déroule pendant les 500 miles d'Indianapolis 1966) de Denis Lapière.
2. L'âme des pilotes (2023) (se déroule pendant le Grand Prix de Monaco de 1971) de Denis Lapière.

## Adaptations
Michel Vaillant a fait l'objet de plusieurs adaptations :
- Une série télévisée en 13 épisodes de 26 minutes intitulée Les Aventures de Michel Vaillant en 1967, où Henri Grandsire joue le rôle du héros éponyme.
- Une série de dessins animés en 65 épisodes de 26 minutes, produit par La Cinq.
- Un film intitulé Michel Vaillant, réalisé par Louis-Pascal Couvelaire, avec Sagamore Stévenin, sorti au cinéma en 2003.

## Véritables Vaillantes

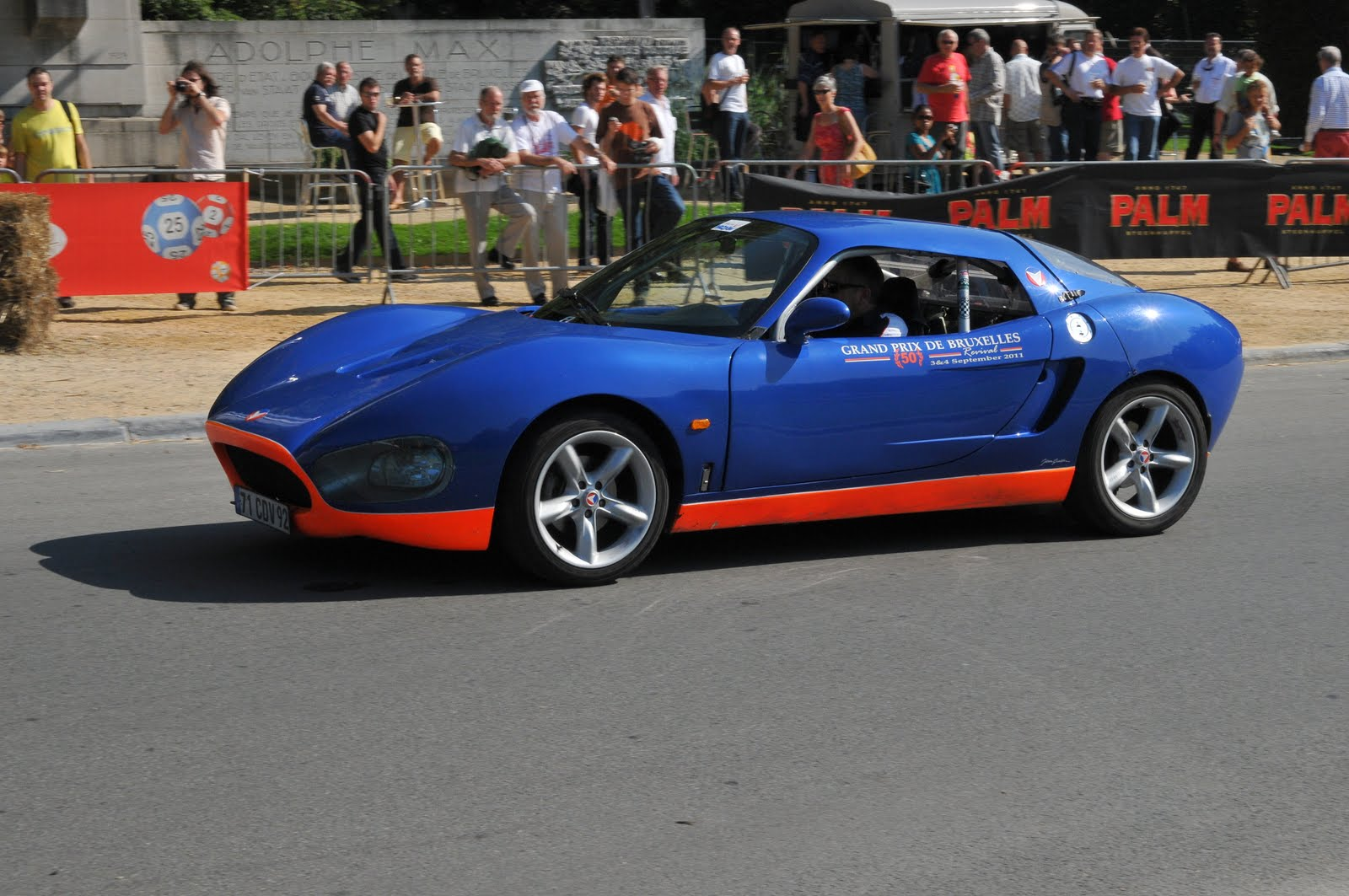
Vaillante Grand Défi, issue des albums.

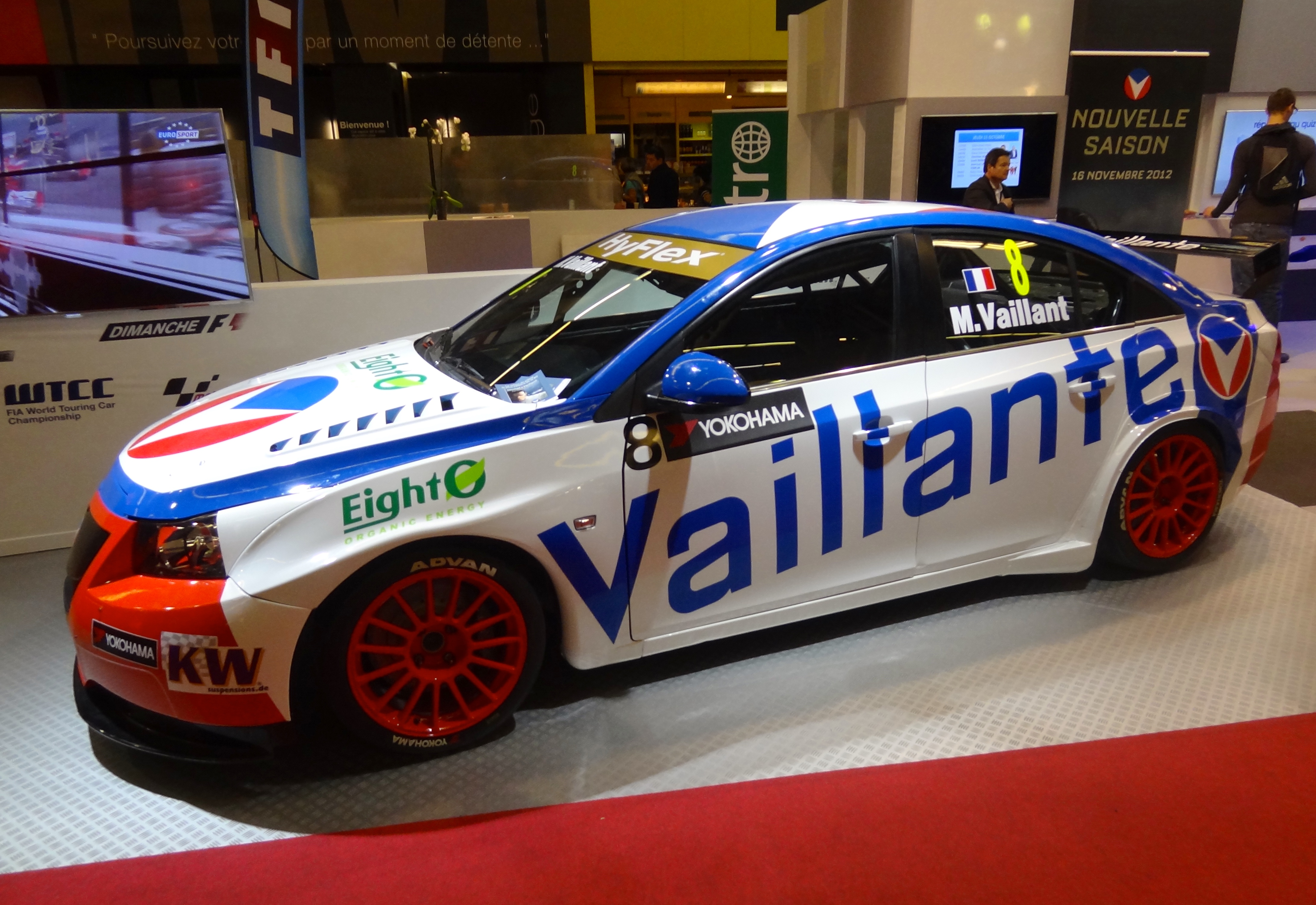
Vaillante - Chevrolet engagée en WTCC.

Plusieurs véritables Vaillantes ont été réalisées. La Vaillante Grand Défi est un modèle de voiture imaginé par Jean Graton. Réalisée à seize exemplaires, elle apparaît au cours du Mondial de l'automobile de Paris en 1999. Elle est réalisée sur la base d'une barquette Hommell et utilise la mécanique d'une Peugeot 306 S16. Elle était destinée à courir le 3Com Stars Challenge et apparaît dans le film Michel Vaillant.
Au cours de ce long métrage une Lola B98/10 à moteur Judd GV4 V10 de 4 L  est maquillée en Vaillante. De même, une Panoz LMP-1 Roadster-S à moteur Élan 6L8 V8 de 6 L devient une Leader. Plusieurs Peugeot 206 de série deviennent également des Vaillantes du championnat du monde des rallyes (WRC).
Durant la saison 2012 du championnat du monde des voitures de tourisme (WTCC), la Chevrolet Cruze de Alain Menu arbore les couleurs de Vaillante. C'est ainsi l'occasion de promouvoir le lancement de la nouvelle saison des aventures en bandes dessinées.
Depuis 2012, un espace est consacré à Michel Vaillant dans le musée Autoworld de Bruxelles. On y retrouve une Vaillante Grand Défi ainsi qu'une Vaillante F1 (basée sur une Jordan Mugen Honda EJ11 de 2001).

### 24 heures du Mans

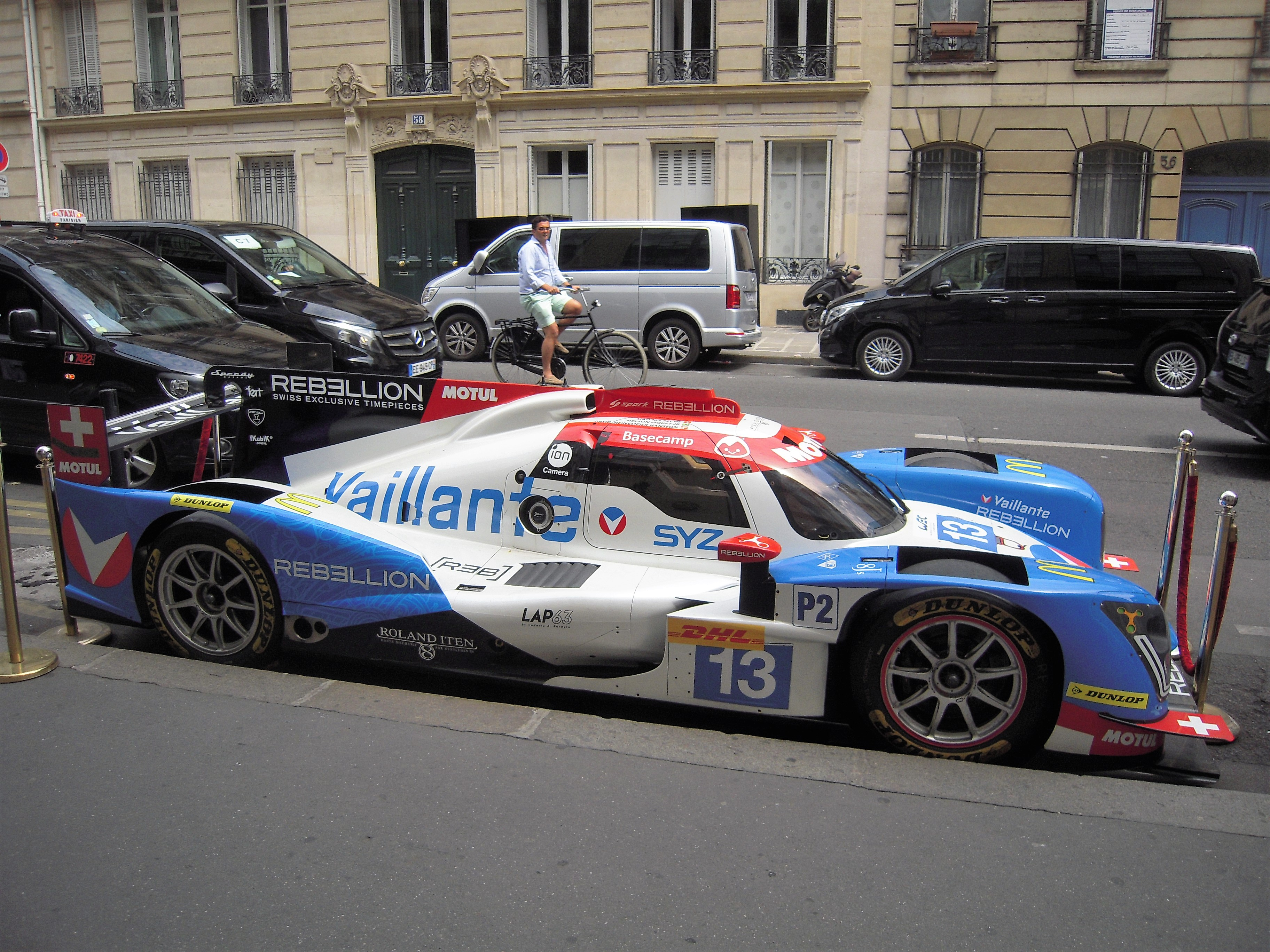
Vaillante Rebellion N°13 à Paris en 2017.

- Vaillante Rebellion N°13 à Paris en 2017.Deux voitures de compétition sont engagées par l'équipe DAMS aux 24 Heures du Mans pour l'édition 2002 spécialement pour le film Michel Vaillant. Il s'agit d'une Lola B98/10 en tant que Vaillante et une Panoz LMP01 Roadster S pour jouer la Leader. La voiture utilisée pour effectuer le circuit à l'aveugle de nuit est une Pagani Zonda S, avec quelques badges Vaillants.

- Deux voitures de compétition sont engagées par l'équipe Rebellion Racing aux 24 Heures du Mans pour l'édition 2017. La numéro 13 termine 3e [8] avant d'être disqualifiée à la suite de modifications non autorisées sur la carrosserie [12].

## Erreurs diverses
Quelques erreurs se sont glissées au fil des albums, dont :
Dès la toute première case du Grand Défi, Montlhéry est mal orthographié (interversion entre le « l » et le « h »).
Dans Le Circuit de la peur, toute l'équipe se rend de Paris à New York en Caravelle alors que ce biréacteur moyen-courrier n'a pas le rayon d'action suffisant pour traverser l'Atlantique.
Dans Collapsus, Michel quitte Genève en prenant l'autoroute en direction de Lyon, comme l'indique le panneau. Or, la vignette où il passe en France représente clairement la douane de Bardonnex dans le sens France → Suisse, soit le sens contraire de son itinéraire.